# الخشب (وو شينغ)
في الفلسفة الصينية، الخشب (بالصينية: 木)، والذي يُترجم أحيانًا إلى شجرة، هو نمو المادة، أو مرحلة نمو المادة وتوسعها. الخشب هو المرحلة الأولى من وو شينغ عند ملاحظة أو مناقشة الحركة أو النمو. الخشب هو شخصية يانغ الأقل (يين داخل يانغ) من العناصر الخمسة، والتي تغذي النار. إنه يرمز إلى الربيع والشرق وكوكب المشتري واللون الأخضر والطقس العاصف والتنين الأزرق (تشينغ لونغ) في الرموز الأربعة. تمثل الألوان الزرقاء والسماوية الخشب أيضًا.

## الصفات
في فكر الطب الصيني الطاوي والطب الصيني التقليدي، تعتبر سمات الخشب هي القوة والمرونة، كما هو الحال مع الخيزران. كما أنها مرتبطة بصفات الدفء والكرم والتعاون والمثالية. سيكون الشخص الخشبي متسعًا ومنفتحًا وواعيًا اجتماعيًا وشجاعًا ولكن عندما يشعر بالاحتجاز أو الكبح أو سوء الفهم من قبل الآخرين يمكن أن يصاب بالإحباط والغضب بسهولة. عنصر الخشب هو الذي يبحث عن طرق للنمو والتوسع. يبشر الخشب ببداية الحياة والفجر والربيع والبراعم والحسية والخصوبة. يحتاج الخشب إلى الرطوبة من الماء وهو عنصر المرحلة السابقة ليزدهر.
في الطب الصيني، يرتبط الخشب بالمشاعر السلبية مثل الغضب واليأس والمشاعر الإيجابية مثل التفاؤل والشجاعة والصبر وفضيلة الإحسان (Ren 仁). الروح المرتبطة بالخشب هي Hun (魂).
أعضاء زانغ-فو المرتبطة بهذا العنصر هي عضو Zung (الكبد) وعضو Fu (المرارة) وعضو Fu (اليانغ) وعضو E (الطعم الحامض) وعضو E (الرائحة الفاسدة) وعضو E (العينين والأوتار).